# Hessisches Polizeipräsidium Einsatz
Das Hessische Polizeipräsidium Einsatz (HPE) ist eine zentrale Einsatzbehörde für sämtliche spezialisierte Polizeikräfte der hessischen Polizei. Es ist am 1. November 2023 aus dem Hessischen Bereitschaftspolizeipräsidium (HBPP) hervorgegangen, am 20. November 2023 wurde das Hessische Polizeipräsidium Einsatz in Wiesbaden offiziell in Dienst gestellt.

## Geschichte
Die Umstrukturierung des Hessischen Bereitschaftspolizeipräsidiums (HBPP) zum HPE verfolgte mehrere Ziele. Durch die Bündelung der Polizeikräfte sollte die Zusammenarbeit zwischen den verschiedenen spezialisierten Polizeieinheiten verbessert werden. Darüber hinaus soll der Einsatz von spezialisierten Kräften effizienter und schneller erfolgen. Das HPE verfügt über ein breites Spektrum an spezialisierten Polizeikräften. Dazu gehören unter anderem: Einsatzeinheiten, Beweissicherungs- und Festnahmeeinheiten, Spezialeinheiten (SEK, MEK, Verhandlungsgruppen, Personenschutz), Technische Einsatzeinheit, Wasserschutzpolizei, Polizeifliegerstaffel, Polizeireiterstaffel. Diese Kräfte können im Bedarfsfall landesweit zum Einsatz kommen. Im HPE ist eine neue Kräftekoordination eingerichtet worden. Diese ist 24/7 besetzt und hat jederzeit einen Gesamtüberblick über alle spezialisierten Polizeikräfte, die aktuell in Hessen verfügbar sind. Sobald sich aus einer polizeilichen Einsatzlage ein Bedarf an Spezialisten oder spezialisierten Fähigkeiten ergibt, kann die Kräftekoordination umgehend Auskunft über die Verfügbarkeit geben und die Kräfte koordiniert in den jeweiligen Einsatz bringen. Zum Start im Jahre 2023 zählte des HPE mehr als 2.000 Beschäftigte, neben Polizistinnen und Polizisten auch Verwaltungsbeamte sowie Angestellte.

## Aufgaben und Organisation
Der Sitz des Hessische Polizeipräsidium Einsatz mit Abteilungsstab ist in Mainz-Kastel. Das HPE wird bei einer Vielzahl von Einsätzen eingesetzt, darunter:
- Großveranstaltungen wie Fußballspiele, Konzerte oder Demonstrationen
- Überregionale Lagebewältigung
- Vermisstensuchen
- Fahndungsmaßnahmen
- Katastrophenschutz.

Das Präsidium gliedert sich in fünf Abteilungen:
- Abteilung Aus- und Fortbildung mit Standorten in Mainz-Kastel, Lich und Kassel ist für die Aus- und Fortbildung der Beamtinnen und Beamten des HPE zuständig.

- Die Abteilung Einsatz ist in sieben Direktionen gegliedert:
  - Die Bereitschaftspolizei-Direktionen West, Mitte, Südost und Nord mit zehn Einsatzeinheiten, vier Beweissicherungs- und Festnahmeeinheiten, Spezialeinheiten, eine Technische Einsatzeinheit sowie vier Aus- und Fortbildungseinheiten, die den Bereitschaftspolizeidirektionen an den Standorten Mainz-Kastel, Lich, Mühlheim am Main und Kassel angegliedert sind. Die Technische Einsatzeinheit ist für den Einsatz von Spezialtechnik, wie z. B. Wasserwerfern oder gepanzerten Fahrzeugen, zuständig.
  - Die Direktion Polizeifliegerstaffel mit Standort in Egelsbach ist seit 1964 für den Einsatz von drei Hubschraubern, zwei Flächenflugzeugen und Polizeidrohnen zuständig. Sie wird bei Such- und Fahndungsmaßnahmen, Schutzmaßnahmen, Rettungs- und Bergeinsätzen und bei Umweltschutzmaßnahmen eingesetzt. Das Aufklärungsflugzeug VulcanAir P 68 Observer 2 wird mit Wärmebildkamera und digitaler Bildübertragung bei Gewässerüberwachungs- und Umweltschutzflügen, zur Aufklärung und Bildübertragung bei Schadens- und Katastrophenlagen, zum Lufttransport von Material und Personal über weite Strecken sowie zum Luftraumschutz eingesetzt und stellt mit langen Flugzeiten eine optimale Ergänzung zu den Hubschraubern dar.[2]
  - Die Direktion Spezialeinheiten mit MEK und SEK sind für besondere Einsatzlagen, wie z. B. Geiselnahmen oder Terroranschläge, zuständig.
  - Die Direktion Wasserschutzpolizei mit Standorten in Gernsheim, Frankfurt am Main und Mainz-Kastel ist für die Sicherheit auf den hessischen Gewässern zuständig. Sie unterhält Streifenboote und Festrumpfschlauchboote.

- Der Polizeiärztlicher Dienst nimmt die Ausübung kurativer Medizin im Rahmen von zu begleitenden polizeilichen Einsätzen und bei Notfällen, Impfen vor. Im Aufgabenspektrum stehen die Erstellung von Gutachten zur Dienstfähigkeit und im Dienstunfallwesen, Durchführung von Einstellungsuntersuchungen für den Polizeidienst und medizinisch fachübergreifende Beratung der Polizeibehörden.

- Abteilung Verwaltung mit Standort in Mainz-Kastel ist für die verwaltungstechnischen Aufgaben des HPE zuständig.

- Die Abteilung Zentrale Dienste ist verantwortlich für die Administration und Funktionsfähigkeit sämtlicher Polizeidienststellen des HPE sowie für die Wartung und Instandhaltung der dazugehörenden Fernmeldegeräte und -verbindungen auch im Hinblick auf den Funkverkehr der Streifen- und Dienstfahrzeuge. Ferner stellt der Regionale Benutzerservice mit den Aufgaben PC-Service, Fernschreibsteuerung, Einsatzleitsystem und digitales Bildinformationssystem stellt den Betrieb und die Funktionsfähigkeit der vernetzten Bildschirmarbeitsplätze sicher. Eine wesentliche Aufgabe liegt bei der Beschaffung, Verwaltung, Lagerung und Ausgabe sämtlicher für das polizeiliche Aufgabenspektrum benötigter Fahrzeuge, Waffen, Geräte, wie auch Büro- und Verbrauchsmaterialien. Das komplette Fuhrparkmanagement zählt ebenfalls zu dem Aufgabengebiet.

- Im Oktober 2004 wurde in Frankfurt eine zentrale Reiterstaffel für das Land Hessen, die Polizeireiterstaffel Hessen, gegründet und die früheren Standorte Darmstadt, Kassel und Wiesbaden aufgelöst. Die Polizeireiterstaffel verfügt hessenweit über 14 Pferde, die hauptsächlich in den Flächenpräsidien PP Westhessen, PP Frankfurt und PP Südhessen insbesondere für Streifentätigkeiten, bei Demonstrationen und Fußballspielen eingesetzt werden.[2]

- Polizeihundestaffel: Hessen verfügt aktuell über 207 aktive Diensthunde. Sie werden zu Banknoten- und Datenträgerspürhunden, Leichenspürhunden, Rauschgiftspürhunden, Schutzhunden, Sprengstoffspürhunden und für besondere Einsatzlagen mit dem SEK ausgebildet und eingesetzt. Die Schutzhunde unterstützen die Polizei im täglichen Dienst (Einbrüche,  Kontrollen, Schlägereien) und werden auch im Rahmen von Fußballspielen eingesetzt. Im Jahre 1965 wurde die Hessische Polizeidiensthundführerschule in Mühlheim am Main als Fachgruppe der Hessischen Polizeischule angegliedert. Das Zentrale Diensthundwesen hat die Aufgabe der Aus- und Fortbildung der hessischen Diensthundführer/-innen und deren Diensthunde und unterstützt im operativen Bereich unter anderem durch den Einsatz der Leichenspürhunde die hessischen und außerhessischen Polizeibehörden. Das Sachgebiet Aus- und Fortbildung (SG AuF) ist zuständig für die Planung und Durchführung der Lehrveranstaltungen für die verschiedenen Einsatzbereiche, sowie für die Durchführung des Hundean- und verkaufs, Überwachung des Welpenaufzuchtprogramms und Durchführung von Leistungsstandfeststellungen. Künftig sollen in allen sieben Flächenpräsidien Diensthundestaffeln gegründet werden.[3][2]

- Das 1954 gegründete Landespolizeiorchester ist das einzige, professionelle Blasorchester der Hessischen Polizei und des Landes Hessen und gehört zur Behörde. Die ersten Musiker kamen aus der ehemaligen Frankfurter Polizeikapelle und waren in der damaligen in der Bereitschaftspolizei-Unterkunft in Mühlheim untergebracht, 1956 erfolgte der Umzug der Kapelle zur 1. Bereitschaftspolizeiabteilung nach Mainz-Kastel. Seit September 2023 steht das Orchester, das 2017 in Landespolizeiorchester Hessen umbenannt wurde, unter der Leitung von Florian Weber. Es unterhält neben dem Großen Blasorchester eine Big-Band, eine Volkstümliche Besetzung, eine Combo und verschiedene Kammermusikbesetzungen. Neben originalen Kompositionen für Blasorchester und Märschen spielt das Orchester auch Bearbeitungen von Ouvertüren, Opernmelodien, sowie Querschnitte aus Werken der Film-, Musical- und Unterhaltungsmusik.[4][5][6]